# Calhyboma
Calhyboma là một chi bọ cánh cứng thuộc họ Scarabaeidae.